# 인턴 (의학)
인턴(intern)은 의사 면허를 받은 사람으로서 일정한 수련병원에 전속되어 임상 각 과목의 실기를 수련하는 사람이다.

## 수련의, 전공의, 인턴, 레지던트
1967년 7월 20일 제정된 의사·치과의사전문의자격시험규정에서는 인턴과 레지덴트라는 용어를 사용하였다.
1976년 4월 15일 제정된 전문의의수련및자격인정등에관한규정(약칭: 전문의수련규정)에서는 인턴과 레지던트를 모두 통칭하는 용어로 수련의를 사용하였다.
1978년 10월 27일 일부개정된 "전문의의수련및자격인정등에관한규정"에서는 "인턴"과 "레지던트"를 통칭하는 용어로 전공의를 사용하였다.

## 임상수련의
현행 1년인 한국의 인턴 제도가 2년인 임상수련의로 개편되는 방안이 보건복지부에서 논의되고 있다. 대신 현행 3-4년인 레지던트 기간은 2-3년으로 줄어들 전망이다. 또한 현재는 의사 면허만 있으면 병원 개업이 가능하지만, 향후 개편안에서는 임상수련의를 마치지 않으면 개원을 할 수 없고, 다른 병원에 고용되어 근무하는 페이 닥터만 가능하다.

## 같이 보기
- 전공의
- 전임의
- 인턴 (동음이의)